# Girona
Girona (em catalão e oficialmente), Gerona (em castelhano), ou Gerunda (forma em português com pouco uso) é um município e cidade da Espanha, capital da província homónima e da comarca de Gironès, na comunidade autónoma da Catalunha. Tem 39,14 km² de área e em 2021 tinha 101 932 habitantes (densidade: 2 604,3 hab./km²).
A cidade foi cenário de parte das quinta, sexta e sétima temporadas da série Guerra dos Tronos, da HBO.

## Demografia
| Variação demográfica do município entre 1991 e 2008 | Variação demográfica do município entre 1991 e 2008 | Variação demográfica do município entre 1991 e 2008 | Variação demográfica do município entre 1991 e 2008 | Variação demográfica do município entre 1991 e 2008 |
| --------------------------------------------------- | --------------------------------------------------- | --------------------------------------------------- | --------------------------------------------------- | --------------------------------------------------- |
| 1991                                                | 1996                                                | 2001                                                | 2004                                                | 2008                                                |
| 68656                                               | 70576                                               | 74879                                               | 83531                                               | 94484                                               |

## Património
- Catedral de Girona
- Igreja de Sant Martí Sacosta - nas suas escadas encontra-se o, supostamente, restaurante mais romântico da Europa, o Café Le Bistrot
- Banhos árabes - na realidade não são árabes, mas chama-se assim devido ao seu estilo arquitectónico
- Mosteiro de Sant Pere de Galligants - sede do Museu de Arqueologia da Catalunha
- Ponte de Galligants